# Mistrzostwa Europy w Lekkoatletyce 2018 – rzut młotem kobiet
Rzut młotem kobiet – jedna z konkurencji technicznych rozgrywanych podczas lekkoatletycznych mistrzostw Europy na Olympiastadion w Berlinie.
Mistrzostwo sprzed dwóch lat obroniła Anita Włodarczyk.

## Rekordy
Tabela prezentuje rekord świata, rekord Europy, rekord mistrzostw Europy, a także najlepszy rezultat na świecie w sezonie 2018 przed rozpoczęciem mistrzostw.
|                                        | Zawodniczka      | Wynik | Miejsce  | Data                  |
| -------------------------------------- | ---------------- | ----- | -------- | --------------------- |
| Rekord świata                          | Anita Włodarczyk | 82,98 | Warszawa | 28 sierpnia 2016(dts) |
| Rekord Europy                          | Anita Włodarczyk | 82,98 | Warszawa | 28 sierpnia 2016(dts) |
| Rekord mistrzostw Europy               | Anita Włodarczyk | 78,76 | Zurych   | 15 sierpnia 2014(dts) |
| Najlepszy wynik na świecie w 2018 roku | Anita Włodarczyk | 79,59 | Lublin   | 22 lipca 2018(dts)    |

## Najlepsze wyniki w Europie
Poniższa tabela przedstawia 10 najlepszych rezultatów na Starym Kontynencie w 2018 roku tuż przed rozpoczęciem mistrzostw.
| Poz. | Zawodniczka         | Reprezentacja                      | Wynik | Data i miejsce              |
| ---- | ------------------- | ---------------------------------- | ----- | --------------------------- |
| 1.   | Anita Włodarczyk    | Polska                             | 79,59 | 22 lipca, Lublin            |
| 2.   | Hanna Małyszczyk    | Białoruś                           | 76,26 | 27 kwietnia, Brześć         |
| 3.   | Joanna Fiodorow     | Polska                             | 74,25 | 22 lipca, Lublin            |
| 4.   | Alexandra Tavernier | Francja                            | 74,09 | 8 czerwca, Chorzów          |
| 5.   | Sophie Hitchon      | Wielka Brytania                    | 73,48 | 14 lipca, Londyn            |
| 6.   | Martina Hrašnová    | Słowacja                           | 73,25 | 2 czerwca, Bańska Bystrzyca |
| 7.   | Jelizawieta Cariewa | Autoryzowani lekkoatleci neutralni | 73,22 | 30 czerwca, Żukowskij       |
| 8.   | Malwina Kopron      | Polska                             | 72,92 | 28 lipca, Stalowa Wola      |
| 9.   | Zalina Petrivskaya  | Mołdawia                           | 72,80 | 26 maja, Kiszyniów          |
| 10.  | Iryna Kłymeć        | Ukraina                            | 72,63 | 15 czerwca, Kijów           |

## Terminarz
| Data        | Godzina |              |
| ----------- | ------- | ------------ |
| 10 sierpnia | 10:00   | Kwalifikacje |
| 12 sierpnia | 19:30   | Finał        |

## Rezultaty

### Kwalifikacje
Awans: 70,00 m (Q) lub 12 najlepszych rezultatów (q).
| Poz. | Grupa | Zawodniczka          | Reprezentacja                      | Próby | Próby | Próby | Wynik | Uwagi |
| Poz. | Grupa | Zawodniczka          | Reprezentacja                      | 1     | 2     | 3     | Wynik | Uwagi |
| ---- | ----- | -------------------- | ---------------------------------- | ----- | ----- | ----- | ----- | ----- |
| 1.   | B     | Anita Włodarczyk     | Polska                             | 69,81 | 75,10 | –     | 75,10 | Q     |
| 2.   | B     | Hanna Skydan         | Azerbejdżan                        | 74,02 | –     | –     | 74,02 | Q,    |
| 3.   | B     | Alexandra Tavernier  | Francja                            | 72,88 | –     | –     | 72,88 | Q     |
| 4.   | A     | Hanna Małyszczyk     | Białoruś                           | 72,39 | –     | –     | 72,39 | Q     |
| 5.   | A     | Joanna Fiodorow      | Polska                             | 71,46 | –     | –     | 71,46 | Q     |
| 6.   | B     | Malwina Kopron       | Polska                             | x     | 71,14 | –     | 71,14 | Q     |
| 7.   | B     | Sofia Pałkina        | Autoryzowani lekkoatleci neutralni | 69,21 | 69,74 | 69,49 | 69,74 | q     |
| 8.   | B     | Réka Gyurátz         | Węgry                              | x     | 69,17 | 69,04 | 69,17 | q     |
| 9.   | B     | Iryna Kłymeć         | Ukraina                            | 68,40 | x     | 69,44 | 69,44 | q     |
| 10.  | A     | Zalina Petrivskaya   | Mołdawia                           | x     | 69,17 | 69,04 | 69,17 | q     |
| 11.  | B     | Sophie Hitchon       | Wielka Brytania                    | x     | 68,69 | x     | 68,69 | q     |
| 12.  | A     | Kathrin Klaas        | Niemcy                             | 66,12 | 68,64 | x     | 68,64 | q     |
| 13.  | A     | Jelizawieta Cariewa  | Autoryzowani lekkoatleci neutralni | 67,40 | 66,50 | 68,35 | 68,35 |       |
| 14.  | B     | Kıvılcım Kaya        | Turcja                             | 67,72 | 66,86 | 68,10 | 68,10 |       |
| 15.  | A     | Stamatia Skarweli    | Grecja                             | 67,08 | 67,97 | x     | 67,97 |       |
| 16.  | B     | Anna Maria Orel      | Estonia                            | 67,22 | 64,14 | 65,17 | 67,22 |       |
| 17.  | B     | Ida Storm            | Szwecja                            | 64,52 | 65,22 | 66,66 | 65,97 |       |
| 18.  | A     | Martina Hrašnová     | Słowenia                           | x     | x     | 66,37 | 66,37 |       |
| 19.  | A     | Bianca Perie-Ghelber | Rumunia                            | x     | 65,77 | 66,17 | 66,17 |       |
| 20.  | A     | Inga Linna           | Finlandia                          | 63,11 | 63,77 | 65,46 | 65,46 |       |
| 21.  | B     | Krista Tervo         | Finlandia                          | 61,39 | 65,37 | x     | 65,37 |       |
| 22.  | A     | Kateřina Šafránková  | Czechy                             | x     | 64,64 | 64,85 | 64,85 |       |
| 23.  | A     | Iryna Nowożyłowa     | Ukraina                            | x     | 64,70 | x     | 64,70 |       |
| 24.  | B     | Marina Nichișenco    | Mołdawia                           | x     | 62,22 | 64,37 | 64,37 |       |
| 25.  | A     | Anamari Kožul        | Chorwacja                          | x     | 62,55 | 60,40 | 62,55 |       |
| 26.  | B     | Nicole Zihlmann      | Szwajcaria                         | 60,64 | x     | 61,67 | 61,67 |       |
| 27.  | A     | Alona Szamotina      | Ukraina                            | x     | 61,51 | 61,66 | 61,66 |       |
| 28.  | A     | Éva Orbán            | Węgry                              | x     | x     | 59,16 | 59,16 |       |

### Finał
| Poz.   | Zawodniczka         | Reprezentacja                      | Próby | Próby | Próby | Próby | Próby | Próby | Wynik | Uwagi |
| Poz.   | Zawodniczka         | Reprezentacja                      | 1     | 2     | 3     | 4     | 5     | 6     | Wynik | Uwagi |
| ------ | ------------------- | ---------------------------------- | ----- | ----- | ----- | ----- | ----- | ----- | ----- | ----- |
| złoto  | Anita Włodarczyk    | Polska                             | 69,35 | 76,50 | 77,82 | 78,94 | 78,55 | x     | 78,94 | CR    |
| srebro | Alexandra Tavernier | Francja                            | 74,78 | 69,49 | 70,74 | 68,35 | 73,92 | 74,20 | 74,78 | NR    |
| brąz   | Joanna Fiodorow     | Polska                             | 69,55 | 71,41 | 74,00 | 73,72 | 71,70 | x     | 74,00 |       |
| 4.     | Malwina Kopron      | Polska                             | x     | x     | 72,20 | 71,53 | x     | x     | 72,20 |       |
| 5.     | Hanna Skydan        | Azerbejdżan                        | x     | 67,22 | 71,92 | 68,55 | 71,42 | 72,10 | 72,10 |       |
| 6.     | Zalina Petrivskaya  | Mołdawia                           | 70,98 | 70,65 | 71,80 | 70,53 | 71,00 | x     | 71,80 |       |
| 7.     | Kathrin Klaas       | Niemcy                             | x     | 66,49 | 70,66 | x     | 71,50 | x     | 71,50 | SB    |
| 8.     | Sophie Hitchon      | Wielka Brytania                    | 68,80 | x     | 70,52 | x     | x     | x     | 70,52 |       |
| 9.     | Réka Gyurátz        | Węgry                              | 69,51 | 70,48 | 69,85 |       |       |       | 70,48 |       |
| 10.    | Sofia Pałkina       | Autoryzowani lekkoatleci neutralni | 68,64 | x     | 67,46 |       |       |       | 68,64 |       |
| 11.    | Iryna Kłymeć        | Ukraina                            | x     | 66,42 | 68,11 |       |       |       | 68,11 |       |
| 12.    | Hanna Małyszczyk    | Białoruś                           | x     | x     | x     |       |       |       | NM    |       |